# Sendoa Agirre
Sendoa Agirre Basterretxea (Bilbao, 31 dicembre 1975) è un allenatore di calcio ed ex calciatore spagnolo, di ruolo centrocampista.